# België op de Paralympische Zomerspelen 2020
België nam deel aan de Paralympische Zomerspelen 2020 in Tokio, Japan.

## Medailleoverzicht
| Medaille | Naam                         | Sport         | Onderdeel                        | Datum       |
| -------- | ---------------------------- | ------------- | -------------------------------- | ----------- |
| Goud     | Michèle George               | Paardensport  | dressuur (individueel), graad V  | 26 augustus |
| Goud     | Laurens Devos                | Tafeltennis   | enkelspel TT9                    | 28 augustus |
| Goud     | Michèle George               | Paardensport  | dressuur vrije kür, graad V      | 30 augustus |
| Goud     | Peter Genyn                  | Atletiek      | 100m T51 (m)                     | 3 september |
|          |                              |               |                                  |             |
| Zilver   | Ewoud Vromant                | Wegwielrennen | tijdrit C2 (m)                   | 31 augustus |
| Zilver   | Peter Genyn                  | Atletiek      | 200m T51 (m)                     | 31 augustus |
| Zilver   | Tim Celen                    | Wielrennen    | wegrit T2 (m)                    | 2 september |
|          |                              |               |                                  |             |
| Brons    | Griet Hoet Anneleen Monsieur | Wielrennen    | 1000 m tijdrit B (v)             | 26 augustus |
| Brons    | Manon Claeys                 | Paardensport  | dressuur (individueel), graad IV | 26 augustus |
| Brons    | Florian Van Acker            | Tafeltennis   | enkelspel mannen TT11            | 28 augustus |
| Brons    | Manon Claeys                 | Paardensport  | dressuur vrije kür, graad IV     | 30 augustus |
| Brons    | Roger Habsch                 | Atletiek      | 200m T51 (m)                     | 31 augustus |
| Brons    | Maxime Hordies               | Wegwielrennen | tijdrit H1 (m)                   | 31 augustus |
| Brons    | Tim Celen                    | Wegwielrennen | tijdrit T2 (m)                   | 31 augustus |
| Brons    | Roger Habsch                 | Atletiek      | 100m T51 (m)                     | 3 september |

## Aantal atleten
Hieronder volgt een overzicht van de atleten die zich reeds hebben verzekerd van deelname aan de Paralympische Zomerspelen 2020.
| Sport        | Mannen | Vrouwen | Totaal |
| ------------ | ------ | ------- | ------ |
| Atletiek     | 2      | 2       | 4      |
| Boccia       | 1      | 0       | 1      |
| Boogschieten | 1      | 0       | 1      |
| Goalbal      | 6      | 0       | 6      |
| Paardensport | 1      | 3       | 4      |
| Tafeltennis  | 3      | 0       | 3      |
| Tennis       | 2      | 0       | 2      |
| Wielersport  | 6      | 2       | 8      |
| Zwemmen      | 1      | 1       | 2      |
| TOTAAL       | 23     | 8       | 31     |

## Deelnemers en resultaten

### Atletiek
Mannen
Tracknummers
| atleet       | onderdeel | series | series | finale | finale |
| atleet       | onderdeel | tijd   | rang   | tijd   | rang   |
| ------------ | --------- | ------ | ------ | ------ | ------ |
| Roger Habsch | 100m T51  | n.v.t. | n.v.t. | 20,76  | Brons  |
| Roger Habsch | 200m T51  | n.v.t. | n.v.t. | 38,33  | Brons  |
| Peter Genyn  | 100m T51  | n.v.t. | n.v.t. | 20,33  | Goud   |
| Peter Genyn  | 200m T51  | n.v.t. | n.v.t. | 37,11  | Goud   |

Vrouwen
Tracknummers
| atleet        | onderdeel | series | series | finale         | finale         |
| atleet        | onderdeel | tijd   | rang   | tijd           | rang           |
| ------------- | --------- | ------ | ------ | -------------- | -------------- |
| Gitte Haenen  | 100m T63  | 16,70  | 11     | niet geplaatst | niet geplaatst |
| Joyce Lefevre | 100m T34  | n.v.t. | n.v.t. | 19,63          | 7              |
| Joyce Lefevre | 800m T34  | n.v.t. | n.v.t. | 2.24,96        | 7              |

Technische nummers
| atlete       | onderdeel       | kwalificaties | kwalificaties | finale         | finale         |
| atlete       | onderdeel       | afstand       | rang          | afstand        | rang           |
| ------------ | --------------- | ------------- | ------------- | -------------- | -------------- |
| Gitte Haenen | verspringen T63 | 3,72 m        | 9             | niet geplaatst | niet geplaatst |

### Boccia
| atleet           | onderdeel       | groepsfase         | groepsfase         | groepsfase         | groepsfase | kwartfinale        | halve finale       | finale             | finale         |
| atleet           | onderdeel       | tegenstander score | tegenstander score | tegenstander score | rang       | tegenstander score | tegenstander score | tegenstander score | rang           |
| ---------------- | --------------- | ------------------ | ------------------ | ------------------ | ---------- | ------------------ | ------------------ | ------------------ | -------------- |
| Francis Rombouts | Individueel BC2 | Mezik V 1 - 10     | Saengampa V 2 - 3  | Hipwell W 8 - 1    | 3          | niet geplaatst     | niet geplaatst     | niet geplaatst     | niet geplaatst |

### Boogschieten
Piotr Van Montagu heeft zich gekwalificeerd om deel te nemen na het winnen van een zilveren medaille op het Paralympisch kwalificatietoernooi.
Mannen
| atleet            | onderdeel   | plaatsingsronde | plaatsingsronde | eerste ronde         | tweede ronde           | derde ronde          | kwartfinale          | halve finale         | finale / BM          | finale / BM    |
| atleet            | onderdeel   | score           | rang            | tegenstander uitslag | tegenstander uitslag   | tegenstander uitslag | tegenstander uitslag | tegenstander uitslag | tegenstander uitslag | rang           |
| ----------------- | ----------- | --------------- | --------------- | -------------------- | ---------------------- | -------------------- | -------------------- | -------------------- | -------------------- | -------------- |
| Piotr Van Montagu | individueel | 683             | 18              | bye                  | Ungaphinan W 143 - 130 | Biabani V 142 - 143  | niet geplaatst       | niet geplaatst       | niet geplaatst       | niet geplaatst |

### Goalbal
Mannen
| Olympiër                                                                        | Onderdeel | Resultaat   | Prestatie |
| ------------------------------------------------------------------------------- | --------- | ----------- | --------- |
| Klison Mapreni Wassime Amnir Bruno Vanhove Tom Vanhove Arne Vanhove Rob Eijssen | mannen    | kwartfinale | zie onder |

| Groep |           |             |             |             |             |            |            |            |        |
| #     | Land      | Wedstrijden | Wedstrijden | Wedstrijden | Wedstrijden | Doelpunten | Doelpunten | Doelpunten | Punten |
| #     | Land      | GW          | W           | G           | V           | V          | T          | Saldo      | Punten |
| 1     | België    | 4           | 2           | 0           | 2           | 18         | 13         | +5         | 6      |
| 2     | Oekraïne  | 4           | 2           | 0           | 2           | 18         | 15         | +3         | 6      |
| 3     | Turkije   | 4           | 2           | 0           | 2           | 15         | 15         | 0          | 6      |
| 4     | China     | 4           | 2           | 0           | 2           | 21         | 22         | -1         | 6      |
| 5     | Duitsland | 4           | 2           | 0           | 2           | 16         | 23         | -7         | 6      |

| Ronde            | Datum            | Lokale tijd    | MEZT           | Land           | Score          | Land           |  |
| ---------------- | ---------------- | -------------- | -------------- | -------------- | -------------- | -------------- |  |
| groepsfase       |                  |                |                |                |                |                |  |
| 26 augustus 2021 | 09:00            | 02:00          | België         | 10 - 3         | China          |                |  |
| 27 augustus 2021 | 09:00            | 02:00          | Turkije        | 4 - 6          | België         |                |  |
| 28 augustus 2021 | 19:00            | 12:00          | Duitsland      | 2 - 0          | België         |                |  |
| 29 augustus 2021 | 13:15            | 06:15          | België         | 2 - 4          | Oekraïne       |                |  |
|                  |                  |                |                |                |                |                |  |
| kwartfinale      | 31 augustus 2021 | 17:45          | 10:45          | België         | 3 - 7          | Litouwen       |  |
|                  |                  |                |                |                |                |                |  |
| halve finale     | niet geplaatst   | niet geplaatst | niet geplaatst | niet geplaatst | niet geplaatst | niet geplaatst |  |
|                  |                  |                |                |                |                |                |  |
| finale           | niet geplaatst   | niet geplaatst | niet geplaatst | niet geplaatst | niet geplaatst | niet geplaatst |  |

### Paardensport

#### Dressuur
| atleet                                             | paard               | onderdeel                  | score   | rang   |
| -------------------------------------------------- | ------------------- | -------------------------- | ------- | ------ |
| Barbara Minecci                                    |                     | individuele test graad III | 70,853  | 6 Q    |
| Barbara Minecci                                    | vrije kür graad III | 73,840                     | 4       |        |
| Manon Claeys                                       | San Dior            | individuele test graad IV  | 72,853  | Q      |
| Manon Claeys                                       | San Dior            | vrije kür graad IV         | 75,680  | Brons  |
| Michèle George                                     | Best of 8           | individuele test graad V   | 76,476  | Q      |
| Michèle George                                     | Best of 8           | vrije kür graad V          | 80,590  | Goud   |
| Kevin Van Ham                                      | Eros van ons Heem   | individuele test graad V   | 69,357  | 7 Q    |
| Kevin Van Ham                                      | Eros van ons Heem   | vrije kür graad V          | 70,860  | 8      |
| Barbara Minecci Manon Claeys Michèle George Totaal | zie boven           | team test                  | 72,265  | n.v.t. |
| Barbara Minecci Manon Claeys Michèle George Totaal | zie boven           | team test                  | 73,825  | n.v.t. |
| Barbara Minecci Manon Claeys Michèle George Totaal | zie boven           | team test                  | 77,047  | n.v.t. |
| Barbara Minecci Manon Claeys Michèle George Totaal | zie boven           | team test                  | 223,137 | 5      |

### Tafeltennis
Mannen
| Atleet            | Onderdeel      | Groepsfase             | Groepsfase             | Groepsfase             | Groepsfase | Kwartfinale            | Halve Finale           | Finale / BM            | Finale / BM    |
| Atleet            | Onderdeel      | Tegenstander Resultaat | Tegenstander Resultaat | Tegenstander Resultaat | Rang       | Tegenstander Resultaat | Tegenstander Resultaat | Tegenstander Resultaat | Rang           |
| ----------------- | -------------- | ---------------------- | ---------------------- | ---------------------- | ---------- | ---------------------- | ---------------------- | ---------------------- | -------------- |
| Bart Brands       | enkelspel TT5  | Chih V 1 - 3           | Spivey V 1 - 3         | n.v.t.                 | 3          | niet geplaatst         | niet geplaatst         | niet geplaatst         | niet geplaatst |
| Laurens Devos     | enkelspel TT9  | Leibovitz W 3 - 0      | Gonzalez W 3 - 0       | n.v.t.                 | 1 Q        | Agunbiade W 3 - 0      | Nozdrunov W 3 - 2      | Ma W 3 - 1             | Goud           |
| Florian Van Acker | enkelspel TT11 | Barreto W 3 - 0        | Akemori W 3 - 2        | n.v.t.                 | 1 Q        | Kim W 3 - 1            | von Einem V 2 - 3      | niet geplaatst         | Brons          |

### Tennis
| Paralympiër(s)              | Onderdeel  | eerste ronde            | tweede ronde                | derde ronde             | kwartfinale             | halve finale            | (troost)finale          | Plaats         |
| Paralympiër(s)              | Onderdeel  | tegenstander en uitslag | tegenstander en uitslag     | tegenstander en uitslag | tegenstander en uitslag | tegenstander en uitslag | tegenstander en uitslag | Plaats         |
| --------------------------- | ---------- | ----------------------- | --------------------------- | ----------------------- | ----------------------- | ----------------------- | ----------------------- | -------------- |
| Joachim Gérard              | enkelspel  | bye                     | Ratzlaff W 6–1, 6–1         | Caverzaschi V 3-6, 4-6  | niet geplaatst          | niet geplaatst          | niet geplaatst          | niet geplaatst |
| Jef Vandorpe                | enkelspel  | Langmann W 6–4, 6–1     | Weekes W 3–6, 6–1, 6–0      | Fernández V 2–6, 1–6    | niet geplaatst          | niet geplaatst          | niet geplaatst          | niet geplaatst |
| Joachim Gérard Jef Vandorpe | dubbelspel | bye                     | Silva/ Rodrígues W 6–3, 6–1 | n.v.t.                  | Hewett/ Reid V 2-6, 2-6 | niet geplaatst          | niet geplaatst          | niet geplaatst |

### Wielersport

#### Baanwielrennen
Mannen
| atleet               | onderdeel        | reeksen  | reeksen | finale / BM    | finale / BM    |
| atleet               | onderdeel        | tijd     | rang    | tijd           | rang           |
| -------------------- | ---------------- | -------- | ------- | -------------- | -------------- |
| Ewout Vromant        | C2 3000m         | DSQ      | DSQ     | niet geplaatst | niet geplaatst |
| Diederick Schelfhout | C3 3000m         | 3.30,284 | 5       | niet geplaatst | niet geplaatst |
| Diederick Schelfhout | Tijdrit 1000m C3 | n.v.t.   | n.v.t.  | 1.08,825       | 7              |

Vrouwen
| atleet                       | onderdeel       | reeksen  | reeksen | finale / BM             | finale / BM |
| atleet                       | onderdeel       | tijd     | rang    | tijd                    | rang        |
| ---------------------------- | --------------- | -------- | ------- | ----------------------- | ----------- |
| Griet Hoet Anneleen Monsieur | tijdrit 1000m B | n.v.t.   | n.v.t.  | 1.07,943                | Brons       |
| Griet Hoet Anneleen Monsieur | 3000m B         | 3.25,418 | 4       | Unwin - Holl V 3.25,654 | 4           |

#### Wegwielrennen
Mannen
| atleet               | onderdeel       | tijd     | rang   |
| -------------------- | --------------- | -------- | ------ |
| Ewout Vromant        | wegwedstrijd C2 | 2.19.19  | 16     |
| Ewout Vromant        | tijdrit C2      | 36.11,79 | Zilver |
| Diederick Schelfhout | wegwedstrijd C3 | 2.11.06  | 8      |
| Diederick Schelfhout | tijdrit C3      | 38.54,84 | 12     |
| Maxime Hordies       | wegwedstrijd T2 | LAPPED   | LAPPED |
| Maxime Hordies       | tijdrit H1      | 47.01,23 | Brons  |
| Jean-François Deberg | wegwedstrijd H3 | 2.34.35  | 5      |
| Jean-François Deberg | tijdrit H3      | 45.14,66 | 8      |
| Jonas Van de Steene  | wegwedstrijd H4 | 2.23.54  | 4      |
| Jonas Van de Steene  | tijdrit H4      | 44.07,03 | 9      |
| Tim Celen            | wegwedstrijd T2 | 52.15    | Zilver |
| Tim Celen            | tijdrit T2      | 30.44,21 | Brons  |

Vrouwen
| atleet                       | onderdeel      | tijd     | rang |
| ---------------------------- | -------------- | -------- | ---- |
| Griet Hoet Anneleen Monsieur | wegwedstrijd B | DNF      | DNF  |
| Griet Hoet Anneleen Monsieur | tijdrit B      | 52.07,58 | 7    |
| Laurence VandeVyver          | tijdrit H3     | 41.07,14 | 8    |

Gemengd
| atleet                                                       | onderdeel        | tijd  | rang |
| ------------------------------------------------------------ | ---------------- | ----- | ---- |
| Jonas Van de Steene Jean-François Deberg Laurence Vandevyver | mixed team relay | 57.08 | 8    |

### Zwemmen
Mannen
| atleet             | onderdeel            | series  | series | finale         | finale         |
| atleet             | onderdeel            | tijd    | rang   | tijd           | rang           |
| ------------------ | -------------------- | ------- | ------ | -------------- | -------------- |
| Aymeric Parmentier | 100m schoolslag SB14 | 1.10,12 | 10     | niet geplaatst | niet geplaatst |

Vrouwen
| atleet         | onderdeel           | series  | series | finale         | finale         |
| atleet         | onderdeel           | tijd    | rang   | tijd           | rang           |
| -------------- | ------------------- | ------- | ------ | -------------- | -------------- |
| Tatyana Lubrun | 100m schoolslag SB9 | 1.27,96 | 11     | niet geplaatst | niet geplaatst |